# بربانك
بربانك (إلينوي) (بالإنجليزية: Burbank, Illinois)‏ هي مدينة تقع في الولايات المتحدة في إلينوي. يقدر عدد سكانها بـ 28,925 نسمة .

## التركيبة السكانية
حدّد مكتب تعداد الولايات المتحدة بيانات التركيبة السكانية لبربانك في تعداد الولايات المتحدة. في ما يلي، التركيبة السكانية حسب تعدادي 2000 و2010.

### تعداد عام 2000
بلغ عدد سكان بربانك 27,902 نسمة بحسب تعداد عام 2000، وبلغ عدد الأسر 9,317 أسرة وعدد العائلات 7,263 عائلة مقيمة في المدينة. في حين سجلت الكثافة السكانية 2,583.5 نسمة لكل كيلومتر مربع (6,691.2/ميل2). وبلغ عدد الوحدات السكنية 9,518 وحدة بمتوسط كثافة قدره 881.3 لكل كيلومتر مربع (2,282.6/ميل2).
وتوزع التركيب العرقي للمدينة بنسبة 90.67% من البيض و0.26% من الأمريكيين الأفارقة و0.17% من الأمريكيين الأصليين و1.76% من الأمريكيين ذوي الأصول الآسيوية و0.02% من سكان جزر المحيط الهادئ و3.95% من الأعراق الأخرى و3.17% من عرقين مختلطين أو أكثر و11.09% من الهسبانيون أو اللاتينيون من أي عرق.
بلغ عدد الأسر 9,317 أسرة كانت نسبة 38.4% منها لديها أطفال تحت سن الثامنة عشر تعيش معهم، وبلغت نسبة الأزواج القاطنين مع بعضهم البعض 60.8% من أصل المجموع الكلي للأسر، ونسبة 12.1% من الأسر كان لديها معيلات من الإناث دون وجود شريك،  بينما كانت نسبة 5.1% من الأسر لديها معيلون من الذكور دون وجود شريكة وكانت نسبة 22% من غير العائلات. تألفت نسبة 18.9% من أصل جميع الأسر من عدة أفراد يعيشون في نفس المنزل ونسبة 10.3% كانت تتألف من شخص يعيش بمفرده يبلغ من العمر 65 عاماً أو أكثر. وبلغ متوسط حجم الأسرة المعيشية 2.98، أما متوسط حجم العائلات فبلغ 3.44.
بلغ العمر الوسطي للسكان 36.9 عاماً. وكانت نسبة 25.1% من القاطنين تحت سن الثامنة عشر، وكانت نسبة 9.9% بين الثامنة عشر والرابعة والعشرين عاماً، ونسبة 27.9% كانت واقعةً في الفئة العمرية ما بين الخامسة والعشرين والرابعة والأربعين عاماً، ونسبة 22.7% كانت ما بين الخامسة والأربعين والرابعة والستين، ونسبة 13.9% كانت ضمن فئة الخامسة والستين عاماً فما فوق. يوجد لكل 100 أنثى 95.5 ذكر، ويوجد لكل 100 أنثى في الثامنة عشر من عمرها فما فوق 93.5 ذكر.
بلغ متوسط دخل الأسرة في المدينة 49,388 دولارًا، أما متوسط دخل العائلة فبلغ 56,279 دولارًا. وكان متوسط دخل الذكور 38,994 دولارًا مقابل 26,651 دولارًا للإناث. وسجل دخل الفرد الخاص بالمدينة 18,923 دولارًا. وكانت نسبة 4.5% من العائلات ونسبة 5.1% من السكان تحت خط الفقر، وكان من هؤلاء نسبة 6.4% تحت سن الثامنة عشر ونسبة 3.9% في الخامسة والستين من العمر وما فوق.

### تعداد عام 2010
بلغ عدد سكان بربانك 28,925 نسمة بحسب تعداد عام 2010، وبلغ عدد الأسر 9,287 أسرة وعدد العائلات 7,247 عائلة مقيمة في المدينة. في حين سجلت الكثافة السكانية 2,678.2 نسمة لكل كيلومتر مربع (6,936.5/ميل2). وبلغ عدد الوحدات السكنية 9,721 وحدة بمتوسط كثافة قدره 900.1 لكل كيلومتر مربع (2,331.2/ميل2).
وتوزع التركيب العرقي للمدينة بنسبة 81.71% من البيض و1.88% من الأمريكيين الأفارقة و0.39% من الأمريكيين الأصليين و2.51% من الأمريكيين ذوي الأصول الآسيوية و0.04% من سكان جزر المحيط الهادئ و11.24% من الأعراق الأخرى و2.22% من عرقين مختلطين أو أكثر و26.55% من الهسبانيون أو اللاتينيون من أي عرق.
بلغ عدد الأسر 9,287 أسرة كانت نسبة 38.2% منها لديها أطفال تحت سن الثامنة عشر تعيش معهم، وبلغت نسبة الأزواج القاطنين مع بعضهم البعض 59.1% من أصل المجموع الكلي للأسر، ونسبة 12.8% من الأسر كان لديها معيلات من الإناث دون وجود شريك،  بينما كانت نسبة 6.2% من الأسر لديها معيلون من الذكور دون وجود شريكة وكانت نسبة 22% من غير العائلات. تألفت نسبة 18.6% من أصل جميع الأسر من عدة أفراد يعيشون في نفس المنزل ونسبة 9.3% كانت تتألف من شخص يعيش بمفرده يبلغ من العمر 65 عاماً أو أكثر. وبلغ متوسط حجم الأسرة المعيشية 3.09، أما متوسط حجم العائلات فبلغ 3.54.
بلغ العمر الوسطي للسكان 36.8 عاماً. وكانت نسبة 24.5% من القاطنين تحت سن الثامنة عشر، وكانت نسبة 10.5% بين الثامنة عشر والرابعة والعشرين عاماً، ونسبة 25.3% كانت واقعةً في الفئة العمرية ما بين الخامسة والعشرين والرابعة والأربعين عاماً، ونسبة 26.4% كانت ما بين الخامسة والأربعين والرابعة والستين، ونسبة 13.3% كانت ضمن فئة الخامسة والستين عاماً فما فوق. وتوزع التركيب الجنسي للسكان بنسبة 49.5% ذكور و50.5% إناث.